# Ваља Пиетреј (Прахова)
Ваља Пиетреј (рум. Valea Pietrei) насеље је у Румунији у округу Прахова у општини Урлаци. Oпштина се налази на надморској висини од 145 m.

## Становништво
Према подацима из 2002. године у насељу је живело 537 становника, од којих су сви румунске националности.